# Chantal Chawaf
Chantal Chawaf (née le 15 novembre 1943 à Paris) est une écrivaine française.

## Biographie
Née à Paris durant la seconde guerre mondiale, Chantal Chawaf a étudié les lettres classiques et l'histoire de l'art à l'École du Louvre, puis a vécu et voyagé en Europe, en Amérique du Nord et 7 ans à Damas.
En 1974, elle publie son premier livre au sein des toutes nouvelles Éditions des Femmes, créées par Antoinette Fouque dans le cadre du MLF, le mouvement féministe en France. Son premier récit, Retable : la rêverie, inaugure ce que la critique de l'époque appela l'écriture féminine (aux côtés d'Hélène Cixous, Catherine Clément, Julia Kristeva et Luce Irigaray). À cette période elle publie également Cercœur (1975) et Maternité (1979).
Elle a beaucoup voyagé aux États-Unis où elle est traduite et étudiée dans les universités.
Elle est l'autrice de nombreux romans, ainsi que d'une pièce de théâtre et de deux essais sur l'écriture du corps, ainsi que de collaborations (Avec Régine Deforges, avec Adonis). Elle a dirigé par ailleurs de 2000 à 2010 une collection chez un éditeur parisien.
À partir de 2001, elle fait partie du jury du prix Marguerite-Duras.

## Thèmes et style
À travers son œuvre, Chawaf explore les thèmes de la relation mère-fille, du couple, de la guerre et de l'angoisse. La critique Sarah Kay estime que Chawaf utilise le potentiel du langage et de l'écriture pour libérer des non-dits sur le corps et la féminité, et donner ainsi voix à l'expérience directe intime d'une façon rarement abordée en littérature.
Son oeuvre a parfois été qualifiée d'autofiction (notamment Le manteau noir).
Certains critiques, notamment du courant de l'écocritique, considèrent qu'elle propose langage neuf sur la vie, par exemple dans Mélusine des détritus, notamment vis-à-vis de l'évolution des biosciences.

## Œuvres
- Retable. La rêverie, Éditions des femmes, 1974
- Cercœur, Mercure de France, 1975
- Chair chaude (théâtre, essai), Mercure de France, 1976
- Blé de semence, Mercure de France, 1976
- Le Soleil et la Terre, Éditions Jean-Jacques Pauvert, 1977
- Rougeâtre, Éditions Jean-Jacques Pauvert, 1978
- Maternité, Éditions Stock, 1979
- Landes, Éditions Stock, 1980
- Crépusculaires, Éditions Ramsay, 1981
- Les Surfaces de l'orage, 1982, Éditions Ramsay, 1982
- La Vallée incarnate, Éditions Flammarion, 1984
- Elwina, le roman fée, Éditions Flammarion, 1985
- Fées de toujours (avec Jinane Chawaf), Éditions Plon, 1987
- L'Intérieur des heures, Éditions des femmes, 1987
- Rédemption, Éditions Flammarion, 1988
- L'Éclaircie, Éditions Flammarion, 1990
- Vers la lumière, Éditions des femmes, 1994
- Le Manteau noir, Éditions Flammarion, 1998, réédité aux Editions des Femmes, 2010 sous le titre Je suis née
- Issa, Éditions Flammarion, 1999
- Sous le pseudonyme Marie de la Montluel : Mélusine des détritus, Éditions du Rocher, 2002
- L'Ombre, Éditions du Rocher, 2004
- La Sanction, Éditions des Femmes, 2004
- Sable noir, Éditions du Rocher, 2005
- Infra- monde, Éditions des Femmes, 2005
- Les Obscures, Éditions des Femmes, 2008
- Je suis née, Éditions des Femmes, 2010, réédition augmentée de "Le Manteau noir"
- Syria, le désert d'une passion, Éditions Ixcea, 2012
- Délivrance brisée, Éditions de la Grande Ourse, 2013
- Ne quitte pas les vivants, Éditions Des femmes - Antoinette Fouque, 2015
- L'inconnue du désir, Éditions de la Grande Ourse, 2017
- Relégation, Éditions Des femmes - Antoinette Fouque, 2019
- Nocturnes, Éditions Des femmes - Antoinette Fouque, 2022

Essais
- Le Corps et le Verbe, la langue en sens inverse (essai), Presses de la Renaissance, 1992
- L'Érotique des mots, avec Régine Deforges, Éditions du Rocher, 2004
- L'Identité inachevée (avec Adonis), Editions du Rocher, 2004
- Le corps d'une femme, premier environnement de l'être humain (Ouvrage collectif), éditions Des femmes- Antoinette Fouque, 2016